# Oxyopes reimoseri
Oxyopes reimoseri är en spindelart som beskrevs av Lodovico di Caporiacco 1947. Oxyopes reimoseri ingår i släktet Oxyopes och familjen lospindlar. Inga underarter finns listade i Catalogue of Life.